# 高松サービスエリア
高松サービスエリア（たかまつサービスエリア）は、石川県かほく市二ツ屋にあるのと里山海道（石川県道60号金沢田鶴浜線）のサービスエリアである。道の駅を兼ねており、道の駅高松（みちのえきたかまつ）の名称で登録している。

## 概要
高松ICと米出IC間に設置されている。石川県加賀地方最北のかほく市の北端部に位置しており、当SAの北側が羽咋郡宝達志水町（旧能登国）と接していることから、能登キリコ祭りで用いられるキリコを模した巨大看板が当SA下り線の本線流入部そばに設置されている。
当SAの南側には2003年（平成15年）8月に穴水方面出口、金沢方面入口のハーフインターチェンジとして県立看護大ICが併設された。6年後の2009年（平成21年）12月には、当SAの敷地内を活用する形で、フルインターチェンジ化された。ランプには当エリアのランプを併用しており、同じくハーフからフル化した西山IC・西山PAと類似した構造となっている。構造上、穴水方面（下り線）の流出入をする場合に限り、当SAへ立ち寄ることができ、金沢方面（上り線）の流出入時にはSAへ立ち寄ることはできない。

## 歴史
- 1973年（昭和48年）7月22日 - 能登海浜道路（のちの能登有料道路）の高松IC - 柳田IC間の開通に伴い[8][9]、供用開始[1][4][5]。
- 1984年（昭和59年）3月6日 - 株式会社高松レストハウス（第三セクター）設立。
- 1993年（平成5年）4月22日 - 「道の駅高松」として道の駅に登録[3]。
- 2013年（平成25年）
  - 1月 - 3月30日 - 改装に伴い施設を閉鎖[7]。
  - 3月31日 - 金沢方面が「里山館」、穴水方面が「里海館」として、リニューアルオープン[7][10]。

## 施設
各施設の詳細は公式サイトを参照。

### 金沢方面「里山館」
- 駐車場
  - のと里山海道側
    - 大型9台
    - 小型106台
    - 身障者2台

  - 一般道側
    - 小型92台
    - 身障者2台
- トイレ
  - 男性  大3・小14
  - 女性  13
  - 多目的  3

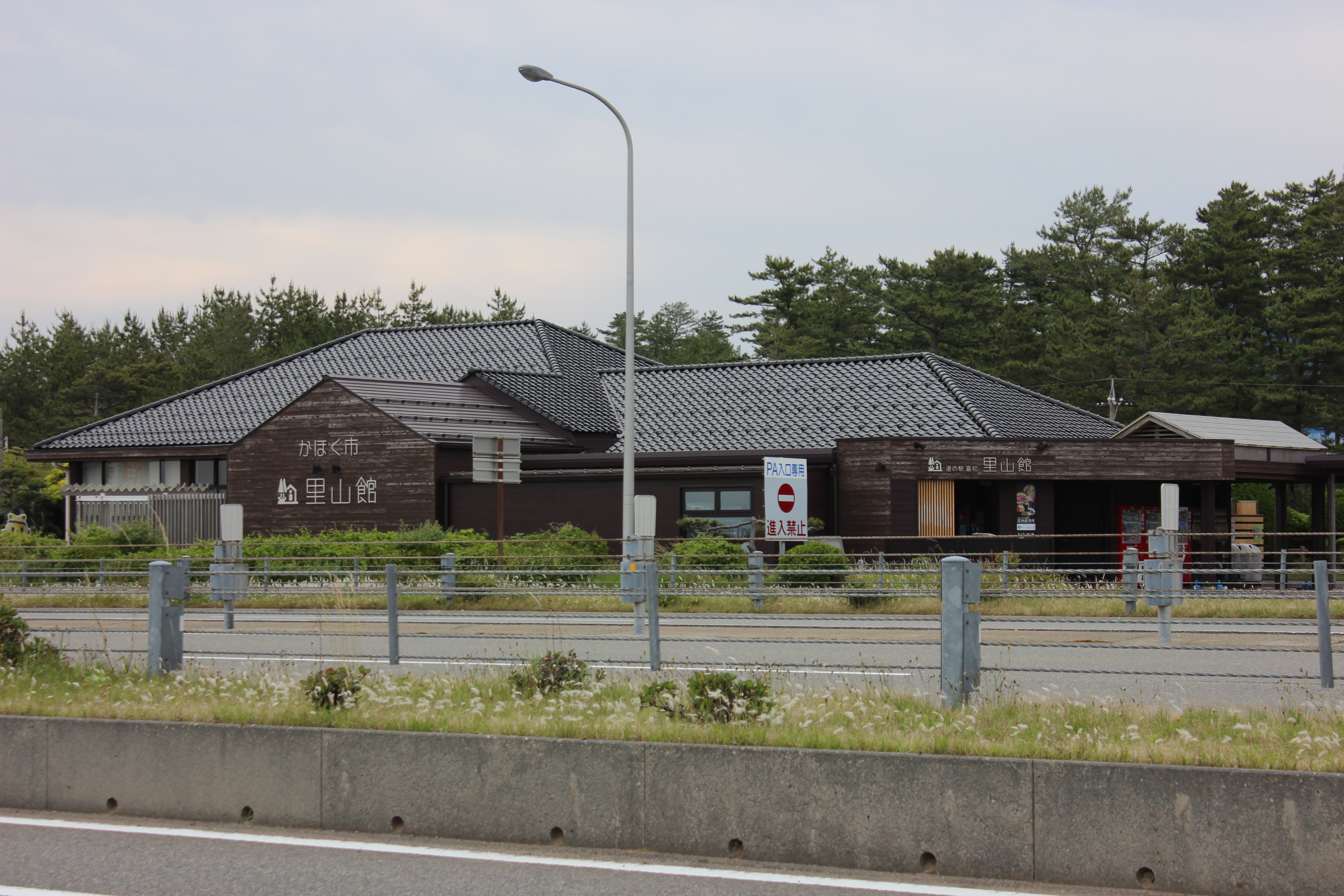
里山館（2021年6月、里海館側から撮影）

- 給電スタンド（普通充電 24時間、急速充電 8:00 - 19:00）
- 売店（9:00 - 18:00）
- 食事・軽食（9:00 - 18:00）
- 足湯（9:00 - 18:00）[10]
- 自動販売機

### 穴水方面「里海館」
里海館側には、かほく市特産の「高松ぶどう」をイメージしたモニュメントが設置されている。
- 駐車場
  - のと里山海道側
    - 大型8台
    - 小型97台
    - 身障者1台

  - 一般道側
    - 小型6台
- トイレ
  - 男性 大3・小14
  - 女性 13
  - 多目的 3
- 給電スタンド（普通充電のみ24時間）
- 売店（9:00 - 18:00）
- 食事・軽食（9:00 - 18:00）
- ドッグラン・遊歩道（3月-11月 9:00 - 17:30、12月-2月：閉鎖）[10]
- 自動販売機

### 管理団体
- 設置者：石川県・かほく市
- 指定管理者：株式会社高松レストハウス

### 高松SAバス停留所
北鉄奥能登バス 輪島特急線の停留所が、上下線のSAそれぞれに設置されている。

## 隣
E86 のと里山海道
県立看護大IC - 高松SA - 米出IC